# Les Adolescents troglodytes
Les Adolescents troglodytes est un roman d'Emmanuelle Pagano publié en janvier 2007 aux éditions P.O.L. En 2009, il reçoit le prix Rhône-Alpes de l'adaptation cinématographique et le prix de littérature de l'Union européenne.

## Éditions
- Les Adolescents troglodytes, P.O.L, 2007, 224 p.  (ISBN 9782846821872)
- (de) Der Tag war blau, éd. Wagenbach Klaus Gmbh, 170 p.  (ISBN 9783803132161)
- (es) Los adolescentes trogloditas, éd. Lengua de trapo, 168 p.  (ISBN 9788483811054)